# The Island of Desire
The Island of Desire é um filme mudo de aventura de 1917 dirigido por Otis Turner, produzido e distribuído pela Fox Film Corporation e estrelado por George Walsh.

## Elenco
- George Walsh - Bruce Chalmers
- Patricia Palmer - Leila Denham
- Anna Luther - Srta. Needham
- Herschel Mayall - Henry Sayres
- William Burress - Tuan Yuck
- William Clifford - Toari
- Kamuela C. Searle - Tomi (Creditada como Sam Searles)
- Hector Sarno - Hamuka
- Marie McKeen - Ella Sayers
- Willard Louis - Sam Sweet
- Don the Dog - canino

## Status de Preservação
O Filme atualmente é considerado Perdido.